# Ясьона (Бжезький повіт)
Ясьона (пол. Jasiona, нім. Jeschen) — село в Польщі, у гміні Левін-Бжеський Бжезького повіту Опольського воєводства.
Населення — 114 осіб (2011).
У 1975-1998 роках село належало до Опольського воєводства.

## Демографія
Демографічна структура станом на 31 березня 2011 року:
|          | Загалом | Допрацездатний вік | Працездатний вік | Постпрацездатний вік |
| -------- | ------- | ------------------ | ---------------- | -------------------- |
| Чоловіки | 54      | 6                  | 45               | 3                    |
| Жінки    | 60      | 15                 | 35               | 10                   |
| Разом    | 114     | 21                 | 80               | 13                   |